# Durmitor
Nationaal park Durmitor (Montenegrijns: Nacionalni Park Durmitor) is een bergketen en een in 1952 opgericht Montenegrijns nationaal park. Sinds 1982 staat het park op de Unesco-werelderfgoedlijst. Het 390 km² grote park beschermt de bergen, bossen en meren van het Durmitormassief, het Komarnicaplateau en de kloof van de Tara-rivier. Die kloof is 80 kilometer lang en tot 1.300 meter diep, de diepste van Europa en na de Grand Canyon de grootste van de wereld. 
Het panorama van Durmitor bestaat uit tal van bergtoppen, scherpe kloven, gletsjers, lange sneeuwtongen, uitgestrekte weiden, oude bossen en unieke bergmeren (zoals bijvoorbeeld Trnovačko Jezero). Het Durmitormassief telt 48 toppen die hoger zijn dan 2000 meter. De hoogste top van het park is de 2.522 m hoge Bobotov Kuk. In het hart van Durmitor ligt het stadje Zabljak dat omringd wordt door 23 bergtoppen van meer dan 2200 meter hoogte en 18 bergmeren. Het bekendste meer is Crno Jezero (Zwarte Meer). 
Durmitor heeft een subalpien klimaat met lange winters en korte zomers. De herfst is warmer dan het voorjaar. In een gemiddeld jaar ligt er meer dan 120 dagen sneeuw. Hoger in de bergen gelegen skipistes zijn voor meer dan 150 dagen per jaar bedekt met sneeuw. Op de hoogste gedeelten van Durmitor ligt zelfs de hele zomer sneeuw waar skiliefhebbers hun sport het hele jaar kunnen beoefenen.
Het gebied is rijk aan flora en fauna; bijzondere beschermde dier- en plantensoorten. Het park heeft 7 zones of locaties die speciaal beschermd worden: speciale delen naaldbos, Crna Poda (stuk oerbos met bomen van wel 50 meter hoogte), Škrčka meren en een stuk oever van de Sušica rivier, Barno Jezero (meer), Zabojsko Jezero (meer), Mlinski Potok en de gehele Tara-kloof.

## Afbeeldingen

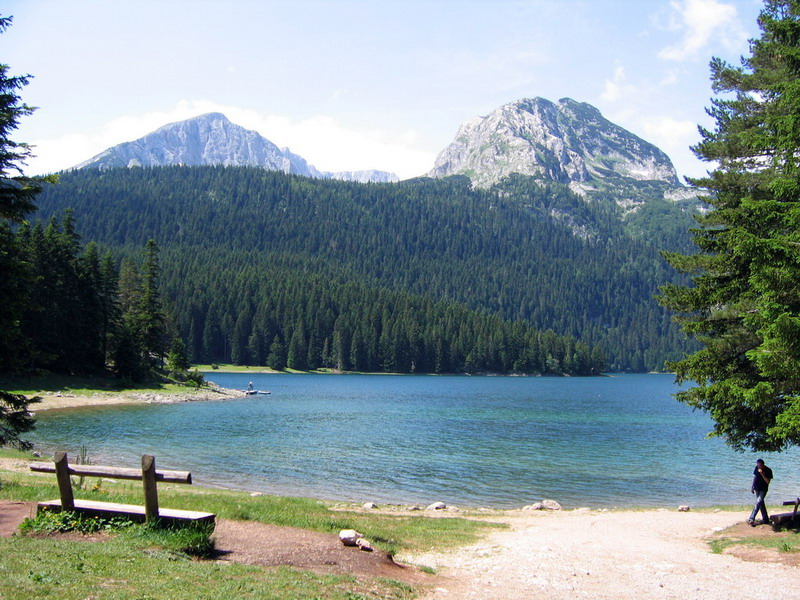
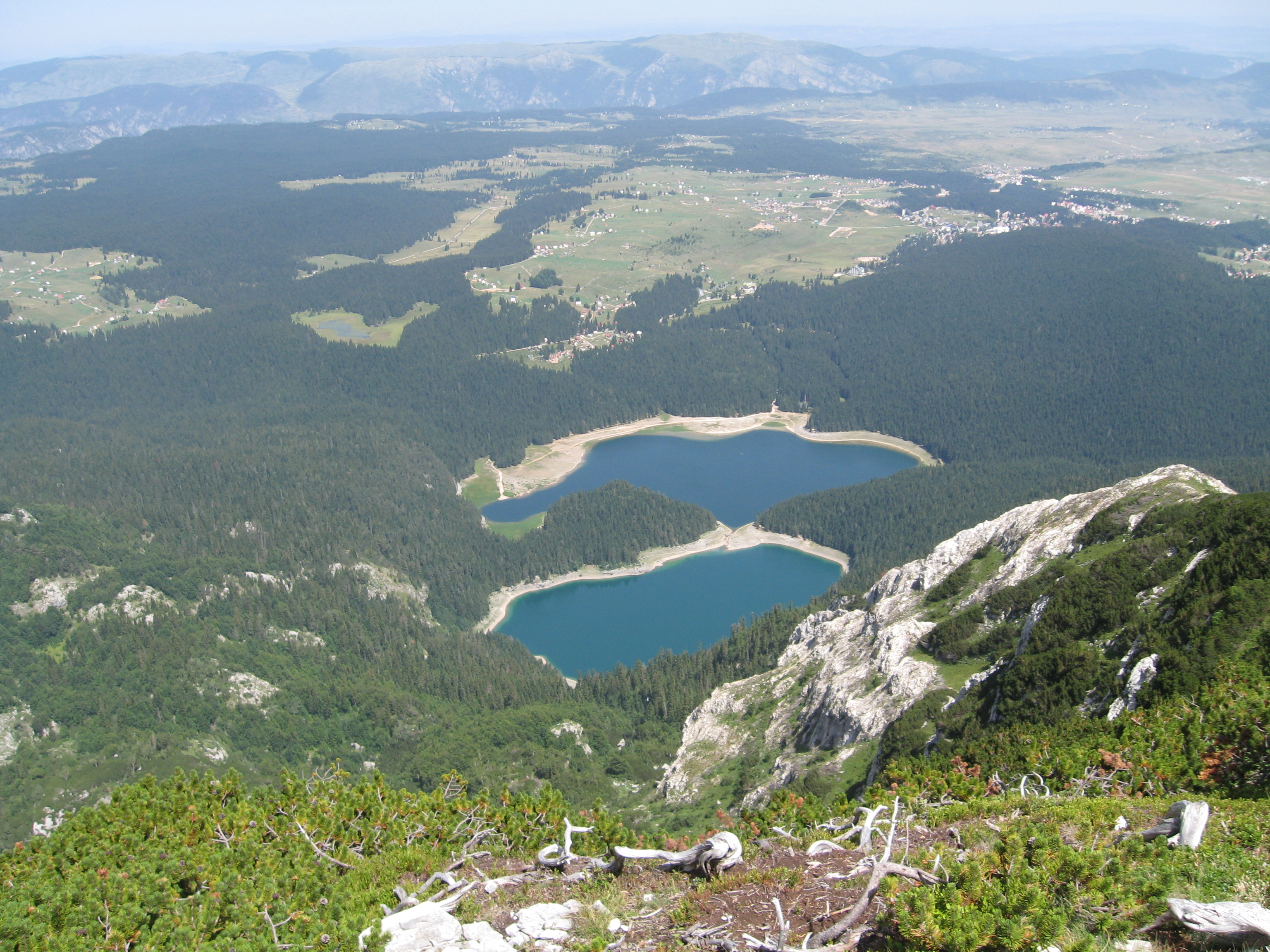
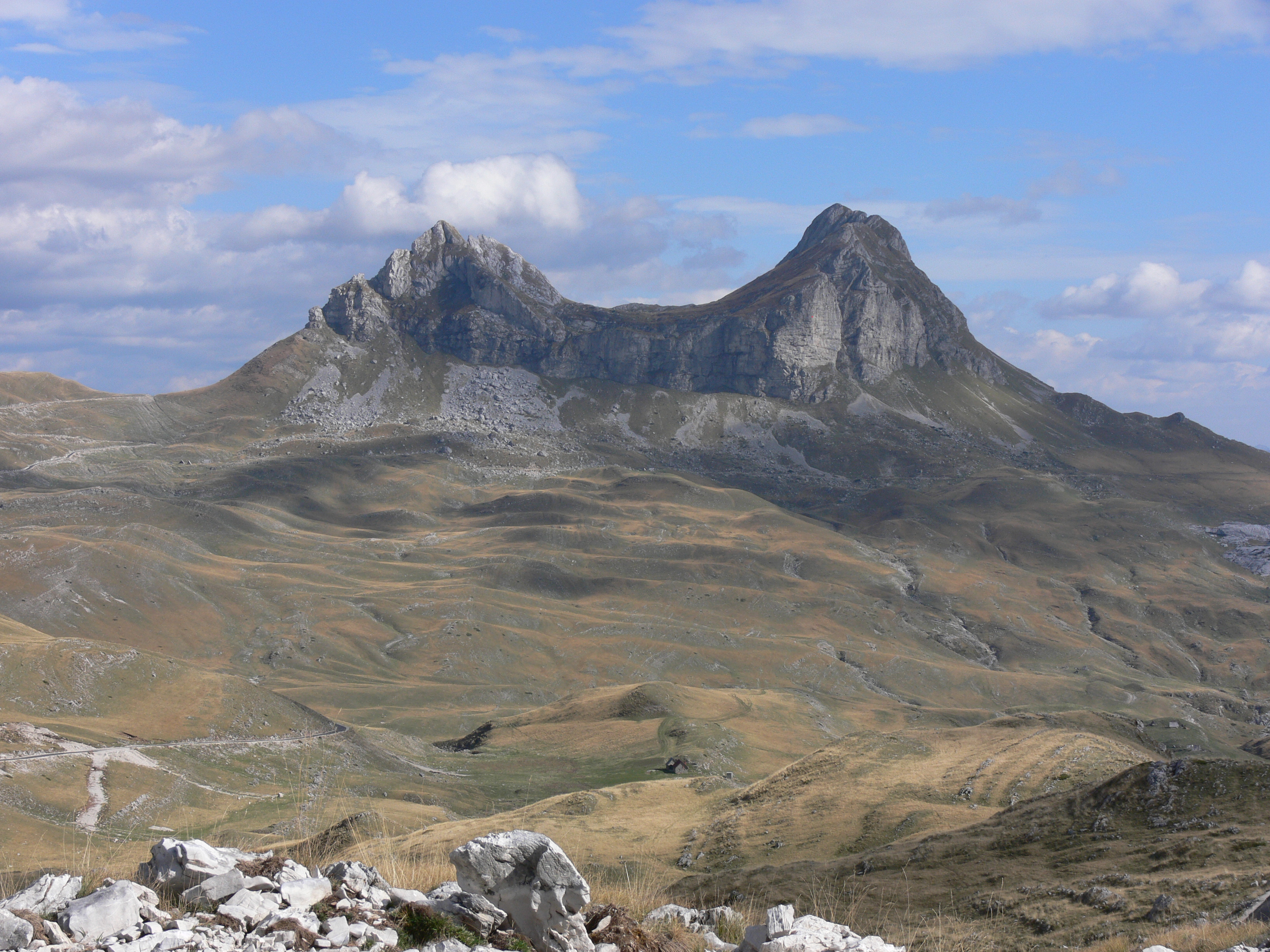
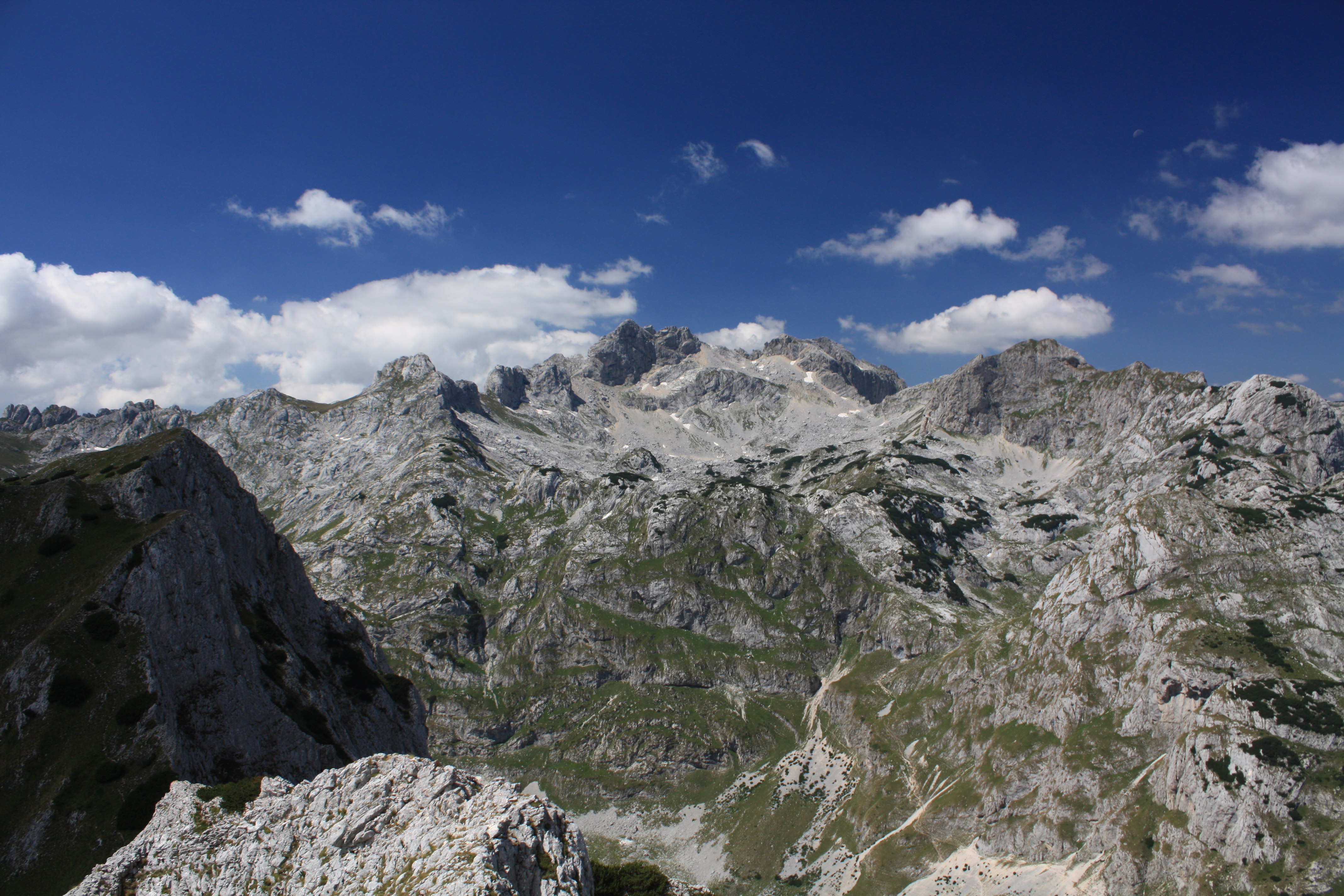

- Gemeinsame Normdatei: 4498405-4
- Library of Congress Control Number: sh92005847
- Nationale Bibliotheek van Tsjechië: ge242733
- Nationale Bibliotheek van Israël: 987007537070005171
- Virtual International Authority File: 315160531

Biogradska Gora · 
Durmitor · 
Lovćen · 
Prokletije · 
Skadarsko Jezero